# 토비아시 요제프

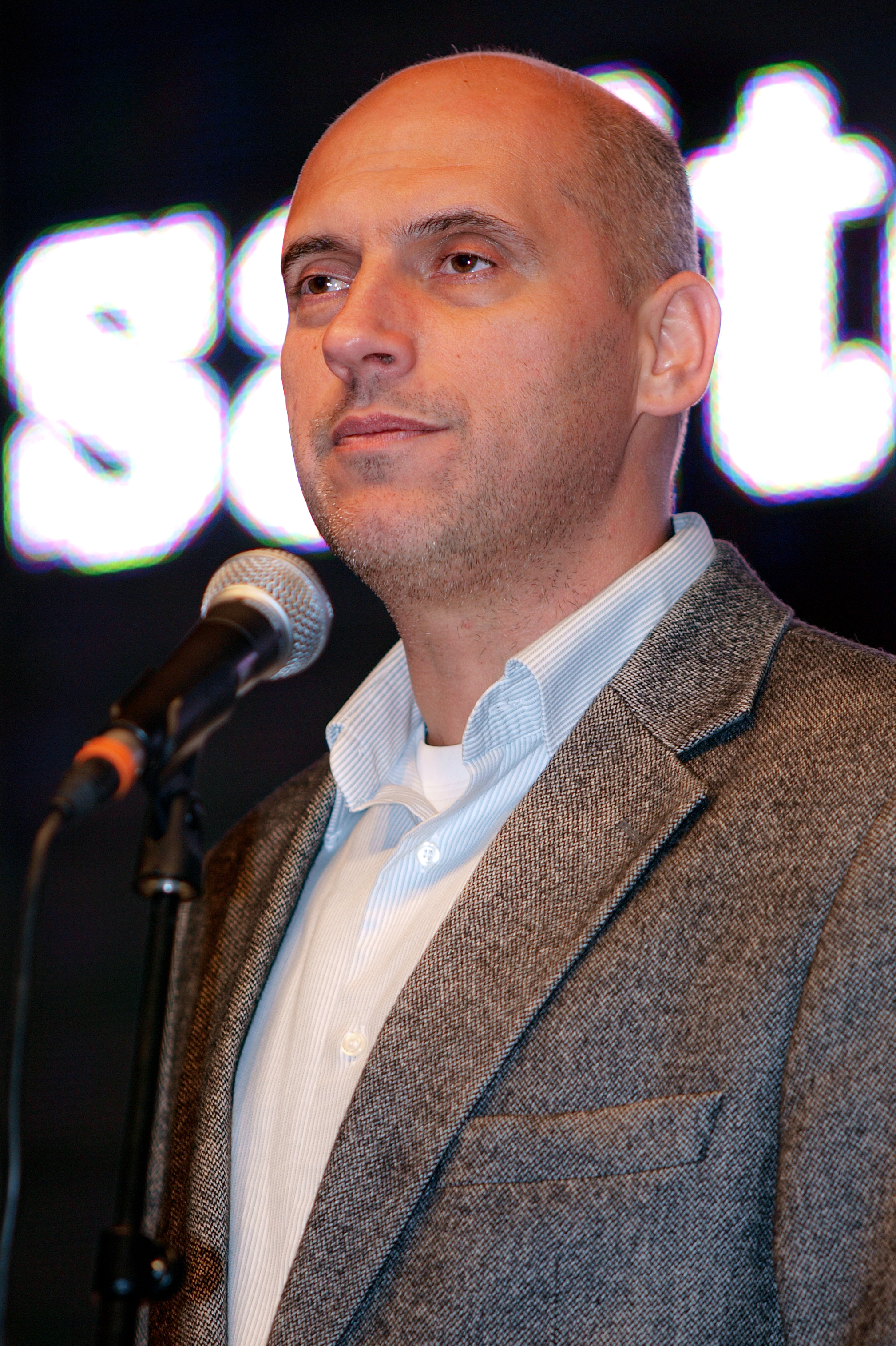
토비아시 요제프

토비아시 요제프(헝가리어: Tóbiás József, 1970년 7월 15일 ~ )는 헝가리의 정치인으로, 2014년 7월 19일부터 2016년 5월 25일까지 헝가리 사회당(이하 사회당)의 대표를 역임했다. 그는 또한 1998년부터 국회의원직을 지내고 있는 중이다.

## 경력
1970년 7월 15일 키슈바르더에서 태어났으며, 돔브라드에서 초등학교를 졸업했다. 1988년 바사르헬리 팔(Vásárhelyi Pál) 건설 및 니레지하저의 수자원기술학교에서 중학교 졸업 시험을 응시했으며, 직후 지역의 WEM 회사에서 근무했다. 1991년부터는 더너팩(Dunapack) 포장회사에서 일하기 시작했다.
사회당과 연계된 좌파청년협회(BIT)에 가입했으며, 1992년 협회의 상임간부회 의원으로 선출되었다. 1995년 부의장을 거쳐 1997년 의장이 되었다가, 1998년 총선에서 사회당 전국구 비례대표 명단으로 출마해 당선되었으며, 직후 청년체육위원회 및 사회기구위원회에 속하게 되었다. 이듬해 정식으로 사회당에 입당했다.
1999년 BIT는 청년좌파(FIB)로 개편되었으며, 토비아스는 사회당의 청년기구가 된 청년좌파의 의장으로 선출되어 2002년까지 재직했다. 2000년 사회당 상임간부회 의원으로 선출되었고, 2002년 총선에서 전국구 비례대표로 재선에 성공했으며 동년 당의 책임자로 임명되었다. 2005년 페치 대학교에서 성인교육 및 인적자원학과를 전공했으며, 인적자원경영학 학위를 취득했다. 2006년 총선에서는 페슈트주 비례대표로 출마해 당선되었으며, 2008년 사회당 원내부대표로 선출되었다. 2010년 총선 이후 메슈테르하지 어틸러 대표와 인연을 맺게 되었다.
2014년 총선 및 유럽의회 선거에서 사회당이 참패하자, 메스테르하지는 이에 대한 책임으로 대표직을 사퇴했다. 토비아스는 7월 19일 메스테르하지의 후임 당대표로, 9월에는 원내대표로 선출되었으며, 동년 국회의원 및 셜고터랸 시장 보궐선거의 승리를 이끌었다. 그러나 각종 여론조사에서 당 지지율은 극우 성향의 요비크에조차 뒤지는 3위를 기록하며 부진했고, 범좌파 야권연대 - 오르반 빅토르와 피데스(청년민주동맹)에 대항하기 위한 - 에 반대하여 논란이 되었다. 2016년 6월 보트커 라슬로 전 의원 및 구청장에 패해 당대표직에서 물러났으며, 총선을 약 1년 앞둔 2017년 6월 라즐로 봇카 총리 후보의 선거 운동본부 책임자로 임명되었다.

## 개인 생활
토비아스는 전직 모델, 미스 헝가리, 배우 출신인 라버 티메어와 결혼했으며, 슬하에 2명의 자녀 - 니너(2003년생)와 노엘(2008년생) - 를 두었다. 라버는 전처와의 사이에서 아들 마르크(1994년생)를 얻었다. 두 부부는 2003년부터 에르드에서 살기 시작했으며, 2018년 가을에는 온 가족이 스페인 카나리아 제도 테네리페로 이주했다.